# Dominik Suchý
Dominik Suchý (* 13. listopadu 1987 Plzeň) je český bobista. Jako brzdař jezdil s piloty Ivo Danilevičem, Janem Vrbou a Dominikem Dvořákem.
Startoval na Zimních olympijských hrách 2010, kde byl členem posádky čtyřbobu, jenž se umístil na 12. místě. Se čtyřbobem obsadil na ZOH 2014 16. místo. Na mistrovstvích světa obsadil ve čtyřbobech nejlépe 6. příčku na MS 2020, na evropských šampionátech dosáhl nejlépe 6. místa ve čtyřbobech na ME 2020 a v závodech Světového poháru byl ve čtyřbobech nejlépe pátý v Altenbergu v roce 2013. Čtyřikrát dokázal vyhrát závod Severoamerického poháru, z toho třikrát ve čtyřbobu a jednou ve dvojbobu.